# Gnathophis melanocoelus
Gnathophis melanocoelus és una espècie de peix pertanyent a la família dels còngrids.

## Hàbitat
És un peix marí, demersal i de clima subtropical que viu fins als 156 m de fondària.

## Distribució geogràfica
Es troba a l'Índic oriental: Austràlia Occidental (Austràlia).

## Observacions
És inofensiu per als humans.